# Frontenac (Misuri)
Frontenac es una ciudad ubicada en el condado de San Luis en el estado estadounidense de Misuri. En el Censo de 2010 tenía una población de 3482 habitantes y una densidad poblacional de 466,65 personas por km².

## Geografía
Frontenac se encuentra ubicada en las coordenadas 38°37′48″N 90°25′8″O / 38.63000, -90.41889. Según la Oficina del Censo de los Estados Unidos, Frontenac tiene una superficie total de 7.46 km², de la cual 7.46 km² corresponden a tierra firme y (0%) 0 km² es agua.

## Demografía
Según el censo de 2010, había 3482 personas residiendo en Frontenac. La densidad de población era de 466,65 hab./km². De los 3482 habitantes, Frontenac estaba compuesto por el 90.09% blancos, el 2.64% eran afroamericanos, el 0.14% eran amerindios, el 5.63% eran asiáticos, el 0% eran isleños del Pacífico, el 0.29% eran de otras razas y el 1.21% pertenecían a dos o más razas. Del total de la población el 1.46% eran hispanos o latinos de cualquier raza.